# Köpernitzer Mühle

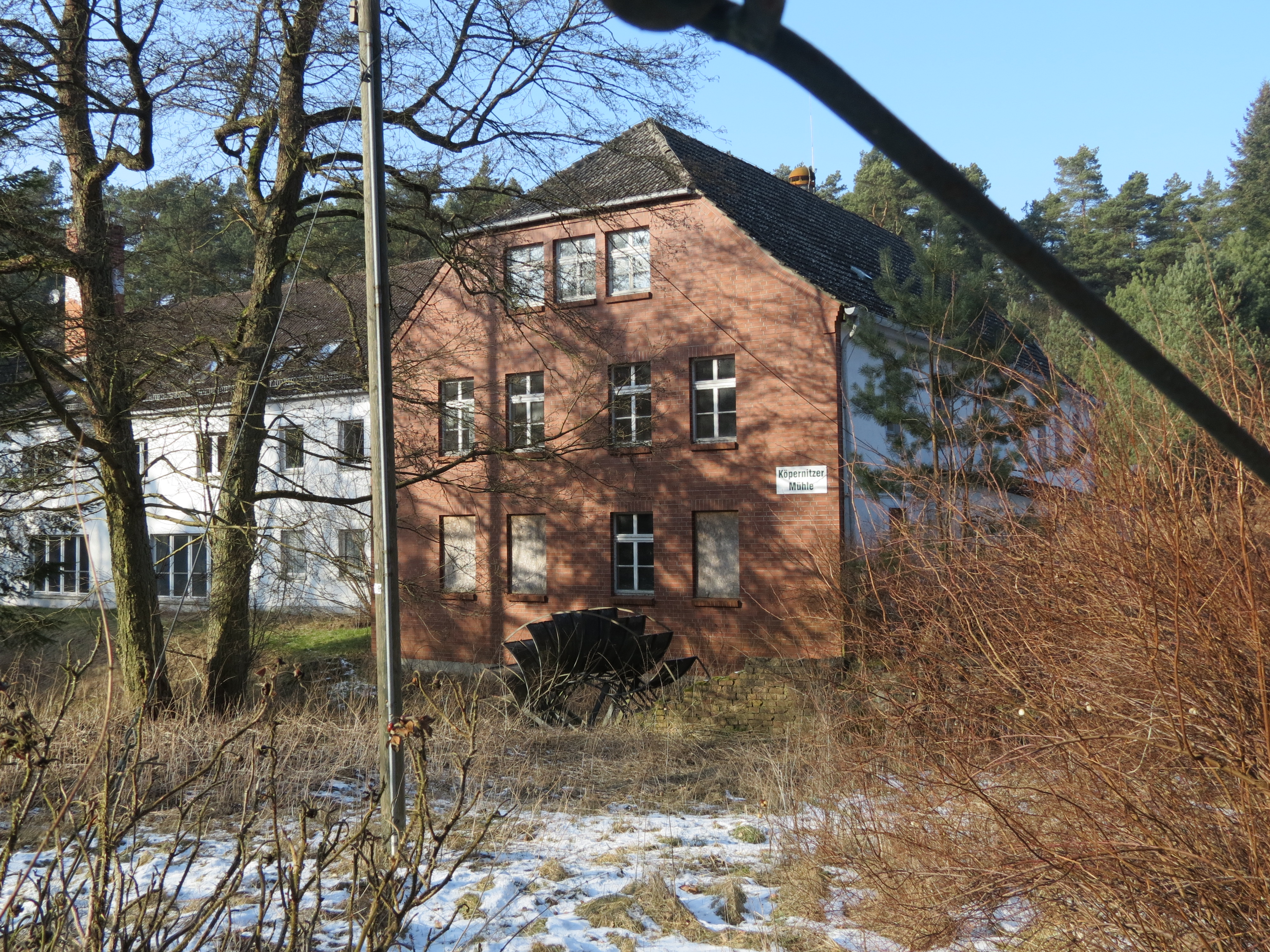
Köpernitzer Mühle, Ortsteil Heinrichsdorf, Stadt Rheinsberg

Die Köpernitzer Mühle ist ein Gemeindeteil von Heinrichsdorf, einem Ortsteil der Stadt Rheinsberg im Landkreis Ostprignitz-Ruppin (Brandenburg). Die Siedlung wurde 1525 als damals wüste Mühlenstätte erstmals genannt. 1618 wurde sie wieder neu aufgebaut und wahrscheinlich im Dreißigjährigen Krieg erneut zerstört. Bis 1719 war die Mühle wieder aufgebaut. Der Gemeindeteil hatte am 1. März 2023 einen Einwohner.

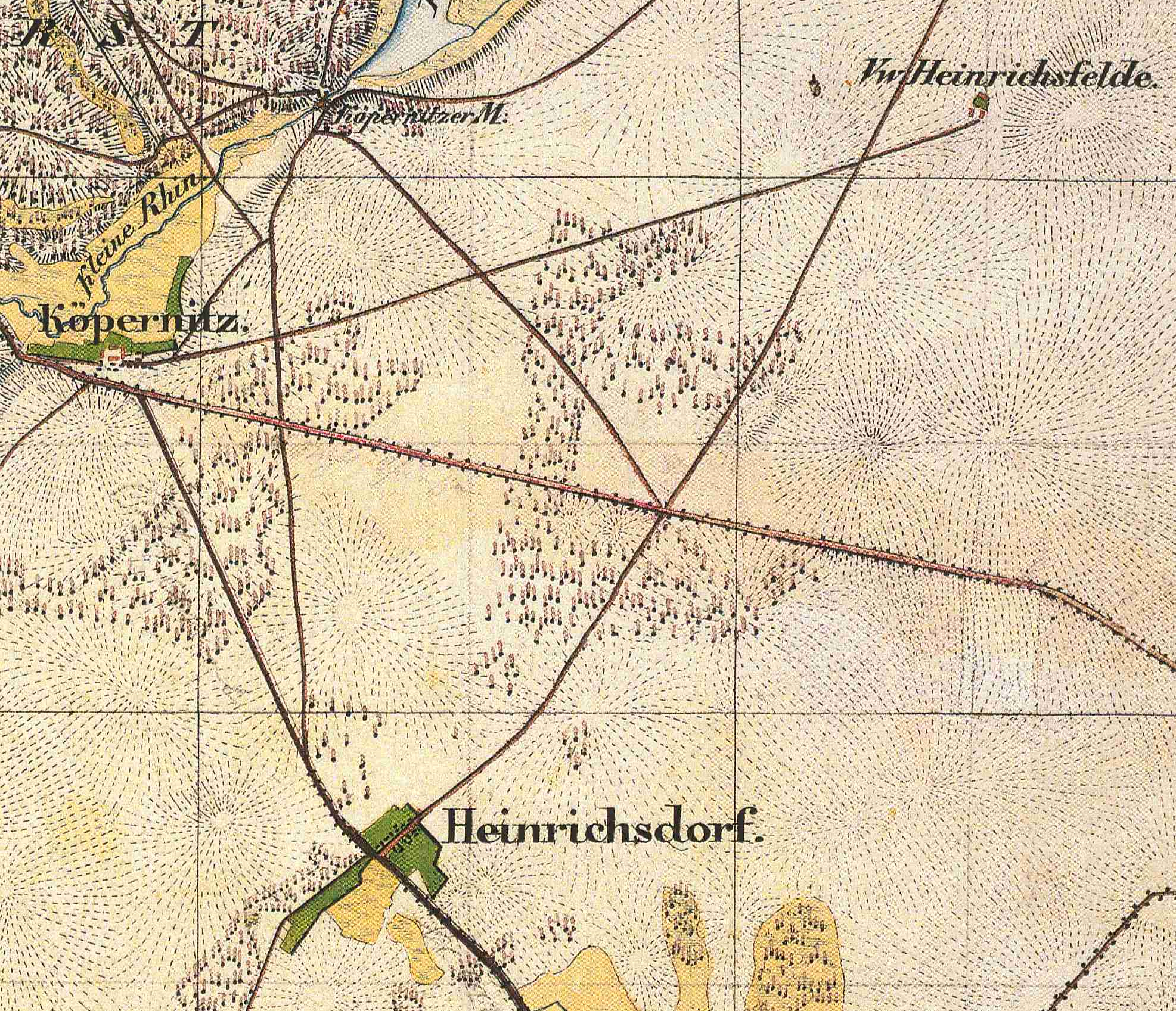
Köpernitzer Mühle, Köpernitz, Heinrichsfelde und Heinrichsdorf, Ausschnitt aus dem Urmesstischblatt 2943 Rheinsberg von 1825

## Lage
Die Siedlung Köpernitzer Mühle liegt 5,5 km südöstlich von Rheinsberg, etwa 1,2 km nordöstlich von Köpernitz und 2,5 km nördlich von Heinrichsdorf am Ausfluss des Kleinen Rhin aus dem Köpernitzsee. Sie gehört kommunalrechtlich als Gemeindeteil zu Heinrichsdorf, einem Ortsteil der Stadt Rheinsberg. Die Köpernitzer Mühle ist von Köpernitz und Neuköpernitz aus zu erreichen. Köpernitzer Mühle liegt auf etwa 58 m ü. NHN.

## Geschichte
Das mittelalterliche Dorf Köpernitz war schon bis 1463 wüst gefallen. 1515 war es eine wüste Feldmark. Das Dorf lag aber nicht an der Stelle des heutigen Köpernitz, das als Vorwerk in der zweiten Hälfte des 16. Jahrhunderts wieder aufgebaut wurde, sondern ganz in der Nähe von Köpernitzer Mühle, wo ein Flurstück Alter Kirchhof den Standort der Dorfkirche mit dem umgebenden Friedhof, und damit die Ortsmitte des alten Dorfes anzeigt. Auch die Köpernitzer Mühle, damals am Westende des mittelalterlichen Dorfes gelegen, fiel spätestens zu Ende des 15./Anfang des 16. Jahrhunderts wüst. 1525 ist sie urkundlich als wüste Mühlenstätte dokumentiert. 1618 wurde sie vom Besitzer der Herrschaft Rheinsberg Jobst von Bredow neu aufgebaut und wahrscheinlich im Dreißigjährigen Krieg erneut zerstört. Sie ist jedenfalls bis 1719 nicht wieder genannt; 1719 war die Mühle wieder aufgebaut. Sie war damals eine Wasser- und Schneidemühle. Im Schmettauschen Kartenwerk von 1767/87 ist sie als Köpernitz M. eingezeichnet. Merkwürdigerweise wurde die Köpernitzer Mühle dann von Johann Ernst Fabri (1797) nicht genannt, obwohl er ein besonderes Kapitel Theeröfen, Mühlen und Fischerhäuser hat. Auch Friedrich Wilhelm Bratring erwähnt die Köpernitzer Mühle in seiner 1799er Arbeit nicht. Erst in der Arbeit von 1805 ist neben dem Vorwerk und der Kolonie (= Köpernitz) auch die Köpernitzer Mühle genannt. Bratring beschreibt sie als Wassermühle am Rhin, wahrscheinlich war sie ab 1775 sowohl Getreidemühle als auch Sägemühle. Die Köpernitzer Mühle war nie eine selbständige kommunalpolitische Einheit, sondern gebörte immer zum Vorwerk, bzw. zur Domäne bzw. zum Gutsbezirk Köpernitz. Die Siedlung Köpernitzer Mühle ist heute ein Gemeindeteil (neben Köpernitz und Neuköpernitz) von Heinrichsdorf, das seit 2003 Ortsteil von Rheinsberg ist.